# 五里乡 (重庆市)
五里乡，是中华人民共和国重庆市黔江区下辖的一个乡镇级行政单位。

## 行政区划
五里乡下辖以下地区：
五里村、干溪村、胡家坝村、西洋村、河南村和海洋村。